# Hanzlik János
Hanzlik János (Oroszlány, 1943. április 14. –) magyar súlyemelő, testnevelő tanár, mesteredző, sportvezető, nemzetközi bíró, a sportág korábbi szövetségi kapitánya.

## Pályafutása

### Súlyemelőként
Átlagos magasságú (173 cm), erős testi felépítésű (110 kg), edzett izomzata biztosította, hogy eredményes súlyemelő lehessen. Sportklubja a Tatabányai Bányász Sport Club. Európa-bajnoki bronzérmes, olimpiai hatodik helyezett, többszörös magyar bajnok súlyemelő. 
A magyar súlyemelők közül elsőként teljesítette a 200 kg-ot a lökésben.
1970-ben az Európa-bajnokságon nehézsúlyban, a verseny összetett díjazottjaként a 3. - bronzérmes - (517.5 kg) helyen végzett.
Német Szövetségi Köztársaságban, Münchenben rendezték a XX., az 1972. évi nyári olimpiai játékok olimpiai súlyemelő tornáját, ahol az összetettben eredmény alapján a 6., nemzeti pontszerző helyen végzett.

### Edzőként
1973-tól 1989-ig a Tatabányai Bányász Sport Club edzője, vezetőedzője. 1981-ben mesteredzői oklevelet szerzett. 1989-től 1992-ig a válogatott szövetségi kapitánya.

## Írásai
1981. Súlyemelés - Tanárképző Főiskola – Középfokú tanfolyami jegyzet

## Sikerei, díjai
2008-ban Bajnai Gordon, sportot felügyelő miniszter elismerő oklevelét kapta 65. születésnapja alkalmából.